# Masdevallia belua
Masdevallia belua là một loài thực vật có hoa trong họ Lan. Loài này được Königer & D'Aless. mô tả khoa học đầu tiên năm 1993.